# Pornokracie

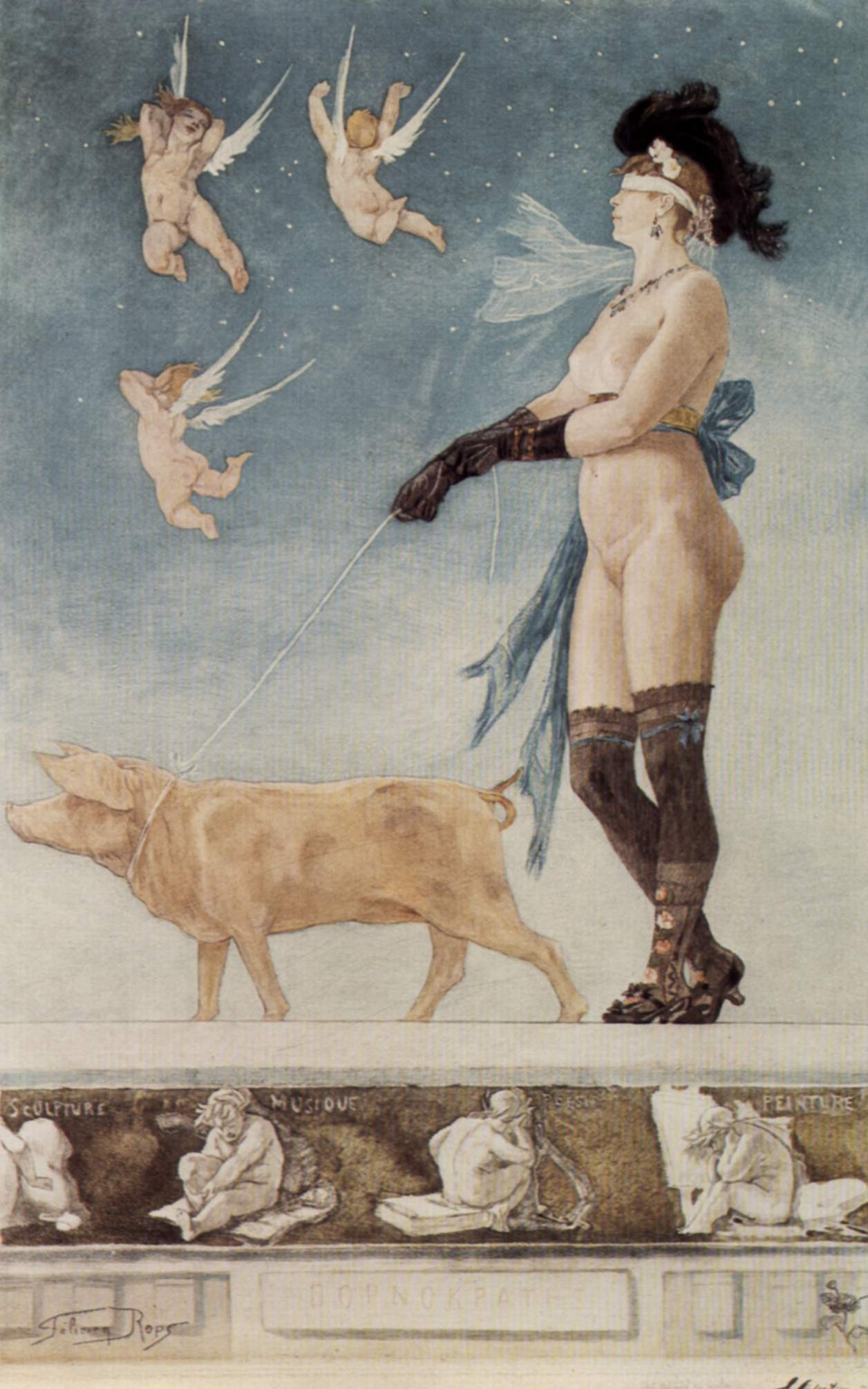
Pornokrates

Pornokracie označuje způsob vlády, na níž mají význačný podíl prostitutky. 
Historicky se tento pojem vztahuje k označení části temného období dějin papežství (904–963). V tomto období se papežové ocitli pod vlivem žen nevalné pověsti (ač se vždy nejednalo o prostitutky), zvláště Theodory a její dcery Marozie. Obecně se má za to, že Marozia byla souložnicí papeže Sergia III. a matkou Jana XI. Byla obviňována, že nechala zavraždit Jana X., aby zabezpečila volbu svého oblíbence Lva VI.
Obě ženy měly jistě velký vliv na papeže své doby a ovlivňovaly zřejmě nejvíce volbu nových papežů. Zároveň se ale vede diskuse o tom, zda jsou všechna obvinění na jejich adresu podložená. Důvodem je, že mnoho z těchto historek pochází z pera cremonského biskupa Liutpranda, účastníka biskupského sněmu, který sesadil papeže Jana XII. Proti svým odpůrcům byl Liutprand často zaujatý, stejně tak jeho líčení může popisovat i zmíněné dvě ženy.